# Мифтахов, Ринат Низамович
Ринат Низамович Мифтахов (1937—2014) — советский и российский актёр театра, народный артист Татарской АССР.

## Биография
Родился 5 января 1937 года в деревне Челны Камско-Устьинского района Татарской АССР.
После школы учился в Казани в производственно-техническом училище и получил профессию столяра. Но затем решил связать свою жизнь с искусством. С 1957 по 1991 годы работал в Республиканском передвижном театре (ныне ГБУ «Татарский государственный театр драмы и комедии имени К. Тинчурина»). В 1999—2002 годах работал в Татарском театре юного зрителя.
Среди его известных театральных работ:
- Зуфар — «Резидәкәй» Ш. Мазита по поэме И. Юзеева «Знакомые мелодии»,
- Батыршин — «Бессмертная песнь» Р. Ишмуратова,
- Богач — «Черноликие» М. Гафури,
- Салих — «Лесной парень» Т. Закирова,
- Туктаров — «Судьбы, избранные нами» Т. Миннуллина,
- Касымхан — «Потоки» Т. Гиззата,
- Хаджи — «Хаджи женится» Ш. Камала,
- Сильвио — «Слуга двух господ» К. Гольдони,
- Султанбек — «Аршин мал алан» У. Гаджибекова,
- Даулятбай — «Каракумская трагедия» А .Бадыгова,
- Васил — «Вдовий пароход» И. Грековой.

Умер 4 августа 2014 года, был похоронен на родине — в Камско-Устьинском районе. Ему посвящена отдельная глава в книге «Народные артисты СССР, РФ, РТ» (Казань, Издательство «Магариф-Вакыт», 2011); автор-составитель — член Союза писателей Республики Татарстан, лауреат премии им. Дж .Валиди — И. Илялова.

## Награды
- Заслуженный артист Татарской АССР (1982).
- Народный артист Татарской АССР (1988).